# Pontoffel Pock, Where Are You?
Pontofell Pock, Where Are You? é um especial de animação feito para a televisão. Foi transmitido a primeira vez em 2 de maio de 1980, nos EUA, pela ABC.
Um especial escrito pelo Dr. Seuss e produzido pela DePatie-Freleng Enterprises, produtora de animações famosa pelos desenhos da A Pantera Cor-de-rosa, Os Cometas e Grump, o Feiticeiro Trapalhão, entre outros.
Foi uma das últimas animações feitas pelo estúdio, antes de ser vendido à Marvel.